# Gălăuțaș-Pârău
Gălăuțaș-Pârău – wieś w Rumunii, w okręgu Harghita, w gminie Gălăuțaș. W 2011 roku liczyła 389 mieszkańców.